# ジュゼッペ・ベルレンギ
ジュゼッペ・ベルレンギ（Giuseppe Bellenghi, 1847年 - 1902年10月27日）は、イタリアの、チェリスト、マンドリン奏者、作曲家。G.B.ピラーニのペンネームも用いた。
ボローニャ出身。フィレンツェでチェリストとしての名声を得、フィレンツェやボローニャで演奏会を開き、劇場では第1奏者となり、また教師も務めた。その頃から上流階級に流行するようになったマンドリンにベルレンギも夢中になり、1880年以降の20年間にマンドリン奏者として演奏会を開いた。
自らもマンドリンのための小品を作曲し、ミラノのリコルディから出版した。のちにフォルリヴェージという出版社を創設し、彼が死去した時点で諸作曲家の作品を7000曲近く出版していた。
またマンドリン教則本も執筆し、フランス語・英語・イタリア語・ドイツ語で出版された。

## 作品
ベルレンギは多くのピアノ曲（独奏曲・二重奏曲）、歌曲、70曲近くのマンドリンオーケストラ曲、50曲近くのギター独奏曲を残している。

## 文献
- Philip J. Bone, The Guitar and Mandolin, biographies of celebrated players and composers for these instruments, London: Schott and Co., 1914.